# Giannis Konstantelias
Giannis Konstantelias (Volos, 5 maart 2003) is een Grieks voetballer spelende bij PAOK Saloniki

## Clubcarrière
Konstantelias genoot zijn jeugdopleiding bij academie van Agia Paraskevi in Volos en PAOK Saloniki. Op 17 januari 2021 maakte hij in het shirt van laatstgenoemde club zijn profdebuut: in de competitiewedstrijd tegen OFI Kreta (0-3-winst) viel hij in de 83e minuut in voor Amr Warda. Trainer Pablo Gabriel García liet hem dat seizoen ook tijdens de laatste twee speeldagen opdraven: tegen Olympiakos Piraeus mocht hij een kwartier voor tijd invallen, en tegen Asteras Tripoli werd hij tijdens de rust gewisseld. Beker van Griekenland, die PAOK won nadat het in de finale Olympiakos Piraeus met 1-2 versloeg, kwam Konstantelias niet in actie, maar de jonge middenvelder zat wel een paar keer in de wedstrijdselectie.
Tijdens de heenronde van het seizoen 2021/22 mocht hij van trainer Răzvan Lucescu twee keer kort invallen in de Super League. Ook in de nagelnieuwe Conference League mocht hij twee keer in actie komen: in de eerste twee groepswedstrijden, tegen Lincoln Red Imps FC en Slovan Bratislava, mocht hij telkens een dik kwartier invallen.
In januari 2022 leende PAOK hem voor de rest van het seizoen uit aan de Belgische eersteklasser KAS Eupen. Tegelijk werd zijn contract bij PAOK ook verlengd tot medio 2026. Echter speelt Konstantelias nu terug bij zijn oude club, na dat zijn contract bij KAS Eupen stop gezet werd.  Onder Stefan Krämer en diens opvolger Michael Valkanis, een Australiër met Griekse roots, mocht hij in de Jupiler Pro League zeven keer invallen, waarvan slechts twee keer meer dan twintig minuten. Krämer had hem in de heenwedstrijd van de halve finale van de Beker van België tegen RSC Anderlecht wel tijdens de rust laten invallen voor Torben Müsel. Na afloop van de reguliere competitie maakte Eupen bekend dat Konstantelias na het seizoen zou terugkeren naar PAOK.
1 Moser ·
2 Van Genechten ·
3 Davidson ·
4 Baiye ·
7 Nuhu ·
8 Peeters ·
9 Prevljak ·
10 Charles-Cook ·
11 N'Dri ·
13 S. Keita ·
14 Deom ·
15 Magnée ·
17 Bitumazala ·
18 A. Keita ·
20 Magee ·
23 Christie-Davis ·
24 Wakaso ·
28 Paeshuyse ·
29 Alloh ·
30 Gorenc ·
33 Nurudeen ·
35 Lambert ·
47 Offermann ·
77 Oger ·
99 Roufosse ·
Coach: Still